# Seleção Paraguaia de Basquetebol Masculino
A Seleção Paraguaia de Basquetebol é a equipe que representa o Paraguai nas competições internacionais da modalidade